# Mustang (film)
Mustang is een Turks-Frans-Duitse-film uit 2015, geregisseerd door Deniz Gamze Ergüven. De film ging in première op 19 mei op het Filmfestival van Cannes in de sectie Quinzaine des réalisateurs.

## Verhaal
Lale en haar vier zussen zijn weeskinderen die opgroeien bij hun grootmoeder en oom in een klein dorpje in het noorden van Turkije. Wanneer ze bij het begin van de zomer na schooltijd wat stoeien met enkele jongens worden ze gestraft. In de bekrompen gemeenschap waar ze leven, wordt dit onschuldig spel aanzien als immoreel. Ze krijgen huisarrest, mogen niet meer naar school en moeten vormloze kleren dragen. Alles wordt in het werk gesteld om de meisjes uit te huwelijken. De zussen komen in opstand tegen deze gedwongen huwelijken.

## Rolverdeling
| Acteur           | Personage   |
| ---------------- | ----------- |
| Güneş Şensoy     | Lale        |
| Doğa Doğuşlu     | Nur         |
| Elit İşcan       | Ece         |
| Tuğba Sunguroğlu | Selma       |
| İlayda Akdoğan   | Sonay       |
| Nihal Koldaş     | Grootmoeder |
| Ayberk Pekcan    | Erol        |
| Erol Afşin       | Osman       |

## Prijzen en nominaties
De film behaalde 18 filmprijzen en kreeg 9 nominaties op verschillende internationale filmfestivals waarvan de belangrijkste:
| jaar | prijs                   | categorie                        | genomineerde(n)                  | uitslag     |
| ---- | ----------------------- | -------------------------------- | -------------------------------- | ----------- |
| 2015 | Europese filmprijzen    | Prix Fipresci (beste debuutfilm) | Prix Fipresci (beste debuutfilm) | Gewonnen    |
| 2015 | AFI Fest                | Audience Award New Auteurs       | Deniz Gamze Ergüven              | Gewonnen    |
| 2015 | Filmfestival van Cannes | "Europa Cinemas Label Award"     | Deniz Gamze Ergüven              | Gewonnen    |
| 2016 | César                   | Beste debuutfilm                 | Beste debuutfilm                 | Gewonnen    |
| 2016 | Academy Awards          | Beste niet-Engelstalige film     | Deniz Gamze Ergüven              | Genomineerd |

## Productie
De film ontving positieve kritieken van de critici en toeschouwers en werd genomineerd als Franse inzending voor de beste niet-Engelstalige film voor de 88ste Oscaruitreiking.